# Letališče Ajdovščina
Letališče Ajdovščina (ICAO: LJAJ) je športno in turistično letališče v Vipavski dolini. Letališče je bilo zgrajeno za potrebe Soške fronte, danes pa ga uporablja Josip Križaj Ajdovščina Aeroklub in izdelovalec ultralahkih letal Pipistrel. Aeroclub je poimenovan po znanemu slovenskemu letalskemu asu Josipu Križaju.